# Friedrich August Wirth (Parteifunktionär)
Friedrich August „Friedel“ Wirth (* 22. Juni 1883 in Wörrstadt (Rheinhessen); † 11. Mai 1945 in Lichtenau nahe Ingolstadt) war ein deutscher Tierarzt und Funktionär der NSDAP. Von 1937 bis 1945 war er als Kreisleiter der NSDAP in Alzey-Oppenheim tätig.

## Leben
Friedrich August „Friedel“ Wirth, Sohn eines Wörrstädter Tierarztes, begann kurz nach dem bestandenen Abitur 1903 ebenfalls das Studium der Veterinärmedizin in Gießen und später Berlin. 1907 schloss er mit dem Staatsexamen ab und ließ sich im folgenden Jahr in seiner Heimatgemeinde als praktischer Tierarzt nieder. 1911 erfolgte die Promotion zum Dr. med. vet.
Im Ersten Weltkrieg war er als Veterinäroffizier an der Front tätig und wurde so schwer verwundet, dass er einen Unterschenkel verlor. Er erhielt das Eiserne Kreuz I. und II. Klasse.
Spätestens nach dem verlorenen Krieg und dem Untergang des deutschen Kaiserreiches begann sich Wirths Leben zunehmend zu politisieren. 1919 trat er dem Deutschvölkischen Schutz- und Trutzbund bei. Während der nach Kriegsende erfolgten Besatzung des Rheinlandes kam es zur Konfrontation mit den französischen Behörden, was schließlich 1923 zur Ausweisung der ganzen Familie führte. Friedrich Wirth sah und hörte im selben Jahr in München zum ersten Mal Adolf Hitler sprechen und sympathisierte seither nach eigener Aussage sehr mit den Nationalsozialisten und ihrem „Führer“.
1924 konnte er wieder nach Wörrstadt zurückkehren, wo es bald zu erneuten Zusammenstößen mit der Besatzungsmacht gekommen sein soll. 1930, im Jahr des Abzugs der französischen Besatzungstruppen aus dem Rheinland, trat Wirth schließlich in die NSDAP ein und wurde NSDAP-Ortsgruppenleiter in Wörrstadt.
Seit 1932 Gauobmann der Tierärzte, war er von April bis August 1933 als „Reichsfachberater für den Stand der Tierärzte im Nationalsozialistischen Deutschen Ärztebund (NSDAeB)“ der Amtsvorgänger des späteren Reichstierärzteführers Friedrich Weber. Gleichzeitig zudem als „Reichsbeauftragter für die Gleichschaltung der Tierärzte“ im NSDAeB tätig, trug er die Verantwortung für die „politische Bereinigung“ sowie die am 22. Mai 1933 erfolgte Gleichschaltung der tierärztlichen Berufsorganisationen im Deutschen Reich. Ebenfalls im Jahr der „Machtergreifung“, am 24. April 1933, erhielt Friedel Wirth einen von 13 Sitzen der NSDAP im neuen rheinhessischen Provinzialtag. Außerdem war er Mandatsträger seiner Partei im Kreistag Oppenheim und im Wörrstädter Gemeinderat. 1936 übernahm er den Vorsitz der Tierärztekammer Hessen-Saarpfalz.
1937 bekam Wirth mit Wirkung zum 1. Oktober das Amt des Kreisleiters der NSDAP-Kreise Alzey und Oppenheim übertragen. Im Jahr darauf wurde Letzterer aufgelöst und teilweise in den Kreis Alzey eingegliedert. Wirth, nunmehr zuständig für den vergrößerten NSDAP-Kreis Alzey-Oppenheim (dessen weiteste Ausdehnung 1940 gute 50 Kilometer betrug), wurde von seiner Partei erfolglos für den Reichstag vorgeschlagen. Ebenfalls 1938 beteiligte er sich am Novemberpogrom gegen die jüdischen Bürger Alzeys. In den 7½ Jahren seiner Amtszeit war Kreisleiter Wirth wegen seines brutalen und skrupellosen Umgangs mit seinen Gegnern berüchtigt und gefürchtet. In einer Zeugenaussage von 1948 nannte ihn der Bürgermeister von Wörrstadt einen "Gewaltmensch[en] und Despot[en], der es verstand durch seine Brutalität die Gesamtbevölkerung vom Kreis Alzey stets in Aufregung zu halten". Zuletzt hatte er den Dienstgrad eines Oberbereichsleiters der NSDAP.
Kurz vor Einnahme der Stadt Alzey durch Truppen der US-Armee im März 1945 flüchtete er vor dem vordringenden Feind auf rechtsrheinisches Gebiet. Dort geriet er schließlich doch in amerikanische Haft in Oberbayern, in welcher er sich am 11. Mai 1945, kurz nach Ende des Krieges in Europa und der bedingungslosen Kapitulation Nazideutschlands, in Lichtenau bei Ingolstadt das Leben nahm.
Friedrich Wirth war verheiratet und hatte mehrere Kinder.

## Veröffentlichungen
- Zur Lehre von der Kontraktur des Muskels. Dissertation München 1911.
- Grundforderungen für die Gleichschaltung des Deutschen Veterinärrates und des Veterinärwesens. In: Deutsche Tierärztliche Wochenschrift. Hannover 1933, Nr. 41, S. 297, 412. ISSN 0341-6593